# 브라모스-2
브라모스-2는 러시아와 인도가 공동개발중인 극초음속 순항 미사일이다. 스크램제트 엔진을 사용한다. 브라모스-1의 후속 버전이다. 러시아와 인도는 공동으로 브라모스 에어로스페이스사를 설립했다.
브라모스-2는 사거리 290 km, 속도는 마하 7이다. 브라모스-1 보다 2배 빠르다.
2011년 10월 설계가 완료되어, 2012년부터 시험비행을 시작했다. 4세대 러시아 다목적 구축함에 탑재될 것이다.
브라모스-2는 러시아 3M22 지르콘의 수출형으로 의심된다. 2016년 4월 19일 러시아는 마하 5~6으로 3M22 지르콘 비행에 성공해 2018년 양산에 들어갈 계획이다.

## 다른 초음속 순항미사일
- 중국 - WU-14
- 미국 - X-51 웨이브라이더
- 일본 - XASM-3
- 러시아 - 3M22 지르콘

## 같이 보기
- WU-14
- 3M22 지르콘